# Acacia prainii
Acacia prainii é uma espécie de leguminosa do gênero Acacia, pertencente à família Fabaceae.  Anteriormente foi descrita como Acacia prolifera por J. M. Black, mas esse segundo nome não é mais utilizado.